# Seiji Kimura
Seiji Kimura (木村 誠二?, Kimura Seji; Chiba, 24 agosto 2001) è un calciatore giapponese, difensore del Westerlo.

## Caratteristiche tecniche
È un difensore centrale.

## Carriera

### Club
Kimura è cresciuto nel settore giovanile del FC Tokyo, dove ha giocato nella squadra Under-23 dal 2018 al 2019 in terza divisione. Ha debuttato in prima squadra il 9 agosto 2020 nell'incontro di J1 League vinto 2-1 contro lo Yokohama FC. Nei due anni seguenti è stato ceduto in prestito al Kyoto Sanga, Sagamihara e Montedio Yamagata, dopodiché è stato confermato dal Tokyo dove ha tuttavia giocato con poca frequenza.
Nel 2024 è passato a titolo definitivo al Sagan Tosu.
L'8 agosto 2025 si trasferisce al Westerlo, firmando un contratto valido fino al 2029.

### Nazionale
Ha giocato nelle nazionali giovanili giapponesi Under-16, Under-18 ed Under-23.
Nel 2024 ha partecipato ai Giochi Olimpici di Parigi.

## Statistiche

### Presenze e reti nei club
Statistiche aggiornate al 14 luglio 2024.
| Stagione             | Squadra              | Campionato           | Campionato | Campionato | Coppe nazionali | Coppe nazionali | Coppe nazionali | Coppe continentali | Coppe continentali | Coppe continentali | Altre coppe | Altre coppe | Altre coppe | Totale | Totale | Totale |
| Stagione             | Squadra              | Comp                 | Pres       | Reti       | Comp            | Pres            | Reti            | Comp               | Pres               | Reti               | Comp        | Pres        | Reti        | Pres   | Reti   |        |
| -------------------- | -------------------- | -------------------- | ---------- | ---------- | --------------- | --------------- | --------------- | ------------------ | ------------------ | ------------------ | ----------- | ----------- | ----------- | ------ | ------ | ------ |
| 2018                 | FC Tokyo U-23        | J3                   | 18         | 0          | -               | -               | -               | -                  | -                  | -                  | -           | -           | -           | 18     | 0      |        |
| 2019                 | FC Tokyo U-23        | J3                   | 19         | 1          | -               | -               | -               | -                  | -                  | -                  | -           | -           | -           | 19     | 1      |        |
| Totale FC Tokyo U-23 | Totale FC Tokyo U-23 | Totale FC Tokyo U-23 | 37         | 1          |                 | -               | -               |                    | -                  | -                  |             | -           | -           | 41     | 1      |        |
| 2020                 | FC Tokyo             | J1                   | 3          | 0          | CdL             | 0               | 0               | ACL                | 0                  | 0                  | -           | -           | -           | 3      | 0      |        |
| feb.-lug. 2021       | Kyoto Sanga          | J2                   | 1          | 0          | CG              | 0               | 0               | -                  | -                  | -                  | -           | -           | -           | 1      | 0      |        |
| lug.-dic. 2021       | Sagamihara           | J2                   | 17         | 1          | -               | -               | -               | -                  | -                  | -                  | -           | -           | -           | 17     | 1      |        |
| feb.-lug. 2022       | Montedio Yamagata    | J2                   | 6          | 0          | CG              | 0               | 0               | -                  | -                  | -                  | -           | -           | -           | 6      | 0      |        |
| lug.-dic. 2022       | FC Tokyo             | J1                   | 6          | 0          | -               | -               | -               | -                  | -                  | -                  | -           | -           | -           | 6      | 0      |        |
| 2023                 | FC Tokyo             | J1                   | 5          | 0          | CG+CdL          | 1+3             | 0               | -                  | -                  | -                  | -           | -           | -           | 9      | 0      |        |
| Totale FC Tokyo      | Totale FC Tokyo      | Totale FC Tokyo      | 14         | 0          |                 | 4               | 0               |                    | 0                  | 0                  |             | -           | -           | 18     | 0      |        |
| 2024                 | Sagan Tosu           | J1                   | 13         | 0          | CG+CdL          | 1+0             | 0               | -                  | -                  | -                  | -           | -           | -           | 14     | 0      |        |
| Totale carriera      | Totale carriera      | Totale carriera      | 88         | 1          |                 | 5               | 0               |                    | 0                  | 0                  |             | -           | -           | 93     | 2      |        |

### Cronologia presenze e reti in nazionale
| Cronologia completa delle presenze e delle reti in nazionale ― Giappone olimpica | Cronologia completa delle presenze e delle reti in nazionale ― Giappone olimpica | Cronologia completa delle presenze e delle reti in nazionale ― Giappone olimpica | Cronologia completa delle presenze e delle reti in nazionale ― Giappone olimpica | Cronologia completa delle presenze e delle reti in nazionale ― Giappone olimpica | Cronologia completa delle presenze e delle reti in nazionale ― Giappone olimpica | Cronologia completa delle presenze e delle reti in nazionale ― Giappone olimpica | Cronologia completa delle presenze e delle reti in nazionale ― Giappone olimpica |
| Data                                                                             | Città                                                                            | In casa                                                                          | Risultato                                                                        | Ospiti                                                                           | Competizione                                                                     | Reti                                                                             | Note                                                                             |
| -------------------------------------------------------------------------------- | -------------------------------------------------------------------------------- | -------------------------------------------------------------------------------- | -------------------------------------------------------------------------------- | -------------------------------------------------------------------------------- | -------------------------------------------------------------------------------- | -------------------------------------------------------------------------------- | -------------------------------------------------------------------------------- |
| 24-7-2024                                                                        | Bordeaux                                                                         | Giappone olimpica                                                                | 5 – 0                                                                            | Paraguay olimpica                                                                | Olimpiadi 2024 - 1º turno                                                        | -                                                                                |                                                                                  |
| 30-7-2024                                                                        | Nantes                                                                           | Israele olimpica                                                                 | 0 – 1                                                                            | Giappone olimpica                                                                | Olimpiadi 2024 - 1º turno                                                        | -                                                                                |                                                                                  |
| 2-8-2024                                                                         | Lione                                                                            | Giappone olimpica                                                                | 0 – 3                                                                            | Spagna olimpica                                                                  | Olimpiadi 2024 - Quarti di finale                                                | -                                                                                |                                                                                  |
| Totale                                                                           |                                                                                  | Presenze                                                                         | 3                                                                                |                                                                                  | Reti                                                                             | 0                                                                                |                                                                                  |

| Cronologia completa delle presenze e delle reti in nazionale ― Giappone under 23 | Cronologia completa delle presenze e delle reti in nazionale ― Giappone under 23 | Cronologia completa delle presenze e delle reti in nazionale ― Giappone under 23 | Cronologia completa delle presenze e delle reti in nazionale ― Giappone under 23 | Cronologia completa delle presenze e delle reti in nazionale ― Giappone under 23 | Cronologia completa delle presenze e delle reti in nazionale ― Giappone under 23 | Cronologia completa delle presenze e delle reti in nazionale ― Giappone under 23 | Cronologia completa delle presenze e delle reti in nazionale ― Giappone under 23 |
| Data                                                                             | Città                                                                            | In casa                                                                          | Risultato                                                                        | Ospiti                                                                           | Competizione                                                                     | Reti                                                                             | Note                                                                             |
| -------------------------------------------------------------------------------- | -------------------------------------------------------------------------------- | -------------------------------------------------------------------------------- | -------------------------------------------------------------------------------- | -------------------------------------------------------------------------------- | -------------------------------------------------------------------------------- | -------------------------------------------------------------------------------- | -------------------------------------------------------------------------------- |
| 26-3-2022                                                                        | Dubai                                                                            | Qatar under 23                                                                   | 0 – 2                                                                            | Giappone under 23                                                                | Amichevole                                                                       | -                                                                                |                                                                                  |
| 9-6-2022                                                                         | Tashkent                                                                         | Giappone under 23                                                                | 3 – 0                                                                            | Tagikistan under 23                                                              | Coppa d'Asia AFC Under-23 2022                                                   | -                                                                                |                                                                                  |
| 18-6-2022                                                                        | Tashkent                                                                         | Giappone under 23                                                                | 3 – 0                                                                            | Australia under 23                                                               | Coppa d'Asia AFC Under-23 2022                                                   | -                                                                                |                                                                                  |
| 22-9-2022                                                                        | Marbella                                                                         | Svizzera under 23                                                                | 2 – 1                                                                            | Giappone under 23                                                                | Amichevole                                                                       | -                                                                                | 78’                                                                              |
| 18-11-2022                                                                       | Siviglia                                                                         | Spagna under 23                                                                  | 2 – 0                                                                            | Giappone under 23                                                                | Amichevole                                                                       | -                                                                                |                                                                                  |
| 22-11-2022                                                                       | Portimão                                                                         | Portogallo under 23                                                              | 1 – 2                                                                            | Giappone under 23                                                                | Amichevole                                                                       | -                                                                                |                                                                                  |
| 24-3-2023                                                                        | Francoforte sul Meno                                                             | Germania under 23                                                                | 2 – 2                                                                            | Giappone under 23                                                                | Amichevole                                                                       | -                                                                                |                                                                                  |
| 27-3-2023                                                                        | Murcia                                                                           | Belgio under 23                                                                  | 3 – 2                                                                            | Giappone under 23                                                                | Amichevole                                                                       | -                                                                                | 46’                                                                              |
| 10-6-2023                                                                        | Newport                                                                          | Inghilterra under 23                                                             | 0 – 2                                                                            | Giappone under 23                                                                | Amichevole                                                                       | -                                                                                |                                                                                  |
| 14-6-2023                                                                        | Wiener Neustadt                                                                  | Paesi Bassi under 23                                                             | 0 – 0                                                                            | Giappone under 23                                                                | Amichevole                                                                       | -                                                                                |                                                                                  |
| 9-9-2023                                                                         | Al Muharraq                                                                      | Palestina under 23                                                               | 0 – 1                                                                            | Giappone under 23                                                                | Qualificazioni Coppa d'Asia AFC Under-23 2024                                    | -                                                                                |                                                                                  |
| 12-9-2023                                                                        | Al Muharraq                                                                      | Giappone under 23                                                                | 0 – 0                                                                            | Bahrein under 23                                                                 | Qualificazioni Coppa d'Asia AFC Under-23 2024                                    | -                                                                                |                                                                                  |
| 14-10-2023                                                                       | Phoenix                                                                          | Messico under 23                                                                 | 1 – 4                                                                            | Giappone under 23                                                                | Amichevole                                                                       | -                                                                                | 46’                                                                              |
| 17-10-2023                                                                       | Phoenix                                                                          | Stati Uniti under 23                                                             | 4 – 1                                                                            | Giappone under 23                                                                | Amichevole                                                                       | -                                                                                |                                                                                  |
| 18-11-2023                                                                       | Shimizu                                                                          | Giappone under 23                                                                | 5 – 2                                                                            | Argentina under 23                                                               | Amichevole                                                                       | -                                                                                |                                                                                  |
| 16-4-2024                                                                        | Al Rayyan                                                                        | Giappone under 23                                                                | 1 – 0                                                                            | Cina under 23                                                                    | Coppa d'Asia AFC Under-23 2024                                                   | -                                                                                | 22’                                                                              |
| 19-4-2024                                                                        | Al Rayyan                                                                        | Emirati Arabi Uniti under 23                                                     | 0 – 2                                                                            | Giappone under 23                                                                | Coppa d'Asia AFC Under-23 2024                                                   | 1                                                                                |                                                                                  |
| 25-4-2024                                                                        | Al Rayyan                                                                        | Qatar under 23                                                                   | 2 – 4 dts                                                                        | Giappone under 23                                                                | Coppa d'Asia AFC Under-23 2024                                                   | 1                                                                                | 45+5’                                                                            |
| 29-4-2024                                                                        | Al Rayyan                                                                        | Giappone under 23                                                                | 2 – 0                                                                            | Iraq under 23                                                                    | Coppa d'Asia AFC Under-23 2024                                                   | -                                                                                |                                                                                  |
| 3-5-2024                                                                         | Al Rayyan                                                                        | Giappone under 23                                                                | 1 – 0                                                                            | Uzbekistan under 23                                                              | Coppa d'Asia AFC Under-23 2024                                                   | -                                                                                | 75’                                                                              |
| 17-7-2024                                                                        | Tolone                                                                           | Francia under 23                                                                 | 1 – 1                                                                            | Giappone under 23                                                                | Amichevole                                                                       | -                                                                                | 46’                                                                              |
| Totale                                                                           |                                                                                  | Presenze                                                                         | 21                                                                               |                                                                                  | Reti                                                                             | 2                                                                                |                                                                                  |

## Palmarès
- Coppa d'Asia Under-23: 1

2024